# 考槃馀事
《考槃馀事》四卷，是明代屠隆的一部关于生活艺术的著作，成书于1590年。
《考槃馀事》分十五笺
1. 书笺：论书，刻地，印书，藏书，观书等。
2. 帖笺：古今帖辨，戏鱼堂帖，二王帖，西岳华山庙碑，王涣之陀罗尼经，开元寺碑，真书千文，阅古堂记等。
3. 画笺：古画，唐画，宋画，元画，国朝画家，看画法，学画，裱画，挂画等。
4. 纸笺：唐纸，宋纸，元纸，国朝纸，高丽纸，染宋笺法，造松信笺等。
5. 墨笺：论墨，古制墨法，朱万初墨。
6. 笔笺：笔法，毫，管，式，工，藏，涤，笔经等。
7. 琴笺：论琴，古琴色，古琴纹，古琴灰，古琴材，琴徽，琴弦，琴台，琴室，唐琴，宋琴，元琴，国朝琴等。
8. 香笺：论香，角沉香，片速香，降真香，兰香，黑芸香，香炉，香盒，香盘等。
9. 茶笺：茶品，虎丘，天池，六安，龙井，天目，采茶，日晒茶，花茶，江水，井水，丹泉，洗茶，茶具等。
10. 盆玩笺：盆玩，瓶花，拟花荣辱。
11. 鱼鹤笺：鹤品，金鱼品。
12. 山斋笺：山斋，药室，花榭，佛堂，茶寮等。
13. 起居器服笺：榻，短榻，神椅，坐团，被，帐，禅衣，道服，冠，道扇，披云巾等。
14. 文房器具笺：笔格，砚山，笔床，笔筒，砚匣，墨匣，印章，印色池，镇纸，压尺，裁刀，剪刀等。
15. 游具笺：鱼竿，舟，葫芦，提盒，酒樽等。

曾任英国维多利亚和阿尔伯特博物馆远东馆馆长的柯律格（Craig Clunas），在研究明代屠隆的《考槃馀事》及其同时代人高濂《遵生八笺》和稍后文震亨《长物志》等书后，认为屠隆的《考槃馀事》可等辑录自《遵生八笺》，但屠隆此书，无论在当代和后世，影响都比较深远，此书可能是《长物志》材料来源之一。